# Cuatrodecillón
Un cuatrodecillón, en la escala numérica larga usada tradicionalmente en  español, equivale a 1084, esto es un millón de tredecillones:
| {\displaystyle un\;cuatrodecill{\acute {o}}n=10^{84}} {\displaystyle un\;cuatrodecill{\acute {o}}n=(1\,000\,000)^{14}} {\displaystyle un\;cuatrodecill{\acute {o}}n=\scriptstyle \ 1\;000\;000\;000\;000\;000\;000\;000\;000\;000\;000\;000\;000\;000\;000\;000\;000\;000\;000\;000\;000\;000\;000\;000\;000\;000\;000\;000\;000} |

Esta palabra no es de uso corriente y no aparece en el Diccionario de la Real Academia ni en el Diccionario de uso del español de María Moliner.